# غياث دلا
غياث دلا عميد ركن سابق في الفرقة الرابعة في جيش نظام بشار الأسد. قاد هجوما عسكريا على مواقع للشرطة وللجيش العربي السوري في 7 آذار 2025.

## خلفية
ولد غياث دلا لعائلة علوية في بلدة بيت ياشوط في أعالي جبال الساحل السوري، وهي تابعة إداريًا إلى منطقة جبلة في محافظة اللاذقية.

## عمله في الفرقة الرابعة
انضم غياث دلا في سن مبكرة إلى اللواء 42 في الفرقة الرابعة - دبابات، قبل أن يقودها ماهر الأسد. شارك خلال سنوات الحرب الأهلية السورية في مجازر في داريا ومعضمية الشام في ريف دمشق، وفي تهجير أهالي حي القابون الدمشقي قبل تدميره.

## بيان المجلس العسكري لتحرير سوريا
أصدر غياث دلا بيانا أعلن عن إنشاء المجلس العسكري لتحرير سوريا بتاريخ 6 آذار 2025. قامت مجموعات يقودها دلا بهجمات عديدة متزامنة على مواقع للشرطة والجيش في محافظات اللاذقية وطرطوس وحمص أسفرت عن مقتل عشرات من رجال الشرطة والجيش إضافة إلى عشرات من المهاجمين المسلحين.
أشارت معلومات إخبارية أن دلا أنشأ تحالفا مع محمد محرز جابر، قائد قوات "صقور الصحراء" سابقا، ومع ياسر رمضان الحجل الذي كان قائدا ميدانيا ضمن مجموعات سهيل الحسن التابع للنظام المخلوع. يعد دلا اليد التنفيذية لماهر الأسد -القائد السابق للفرقة الرابعة- في الهجمات التي حدثت في منطقة الساحل السوري.